# Pourquoi UNESCO ?
Pourquoi UNESCO ? (Proč UNESCO ?) est un court métrage d'animation tchécoslovaque réalisé par Jiří Trnka, sorti en 1959.

## Synopsis
Traitée avec humour, une réflexion métaphorique sur l'importance et le rôle de l'UNESCO pour la vie culturelle internationale.

## Fiche technique
- Titre : Pourquoi UNESCO ?
- Titre original : Proč UNESCO ?
- Réalisation : Jiří Trnka
- Scénario : Jiří Trnka
- Musique :
- Production :
- Pays d'origine :  Tchécoslovaquie
- Technique : dessins animés
- Genre : film d'animation
- Couleur :
- Durée : 18 minutes
- Date de sortie : 1959